# Circonscription de Larie
La circonscription de Larie est une des 3 circonscriptions législatives de l'État fédéré des peuples Gambela en Éthiopie, elle se situe dans la Zone Nuer. Son représentant actuel est Piter Garkot Gey.